# Xã Wright, Quận Luzerne, Pennsylvania
Xã Wright (tiếng Anh: Wright Township) là một xã thuộc quận Luzerne, tiểu bang Pennsylvania, Hoa Kỳ. Năm 2010, dân số của xã này là 5.651 người.